# Varanus yuwonoi
Varanus yuwonoi là một loài thằn lằn trong họ Varanidae. Loài này được Harvey & Barker miêu tả khoa học đầu tiên năm 1998.